# James Rosenquist
James Albert Rosenquist (n. 29 noiembrie 1933, Grand Forks, Dakota de Nord, SUA – d. 31 martie 2017, New York City, New York, SUA) a fost un pictor american, fiind unul dintre pionierii mișcării pop art.
Lucrările sale au fost adesea comparate cu cele ale altor figuri-cheie ale artei pop, precum Andy Warhol și Roy Lichtenstein, dar sunt unice prin modul în care folosesc elemente de suprarealism, utilizând fragmente de publicitate.
Una dintre principalele sale lucrări este „Praful de timp” din 1992, una dintre cele mai mari picturi murale realizate vreodată, având 2 metri înălțime și 10 metri lungime.